# الزهراء (أسوان)
قرية الزهراء هي إحدى القرى التابعة لمركز إدفو في محافظة أسوان في جمهورية مصر العربية.